# Йоан VIII Палеолог
Йоан VIII Палеолог (на гръцки: Ιωάννης Η' Παλαιολόγος; * 18 декември 1392; † 31 октомври 1448) е византийски император от династията на Палеолозите, управлявал от 1425 до смъртта си през 1448 година.

## Произход и управление
Йоан VIII е най-възрастният син на император Мануил II Палеолог и Елена Драгаш, дъщеря на велбъждския деспот Константин Драгаш. Става съимператор с баща си и е бил назначен за деспот на Морея преди 1416 година.
През юни 1422 година Йоан VIII ръководи защитата на Константинопол по време на обсадата на султан Мурад II, докато Мануил II пътува до Унгария, където безуспешно се опитва да осигури военна помощ от император Сигизмунд срещу турците. След смъртта на баща му Мануил II през 1425 година, Йоан VIII става самостоятелен император и управлява Константинопол, докато братята му владеят Солун и Морея.
През 1423 г. се налага да продаде Солун на венецианците, защото ромеите нямат сили да го защитават. Градът е превзет от турците през 1430 година. За да осигури защитата срещу тях, Йоан VIII пътува до Италия и през 1437 г. посещава папа Евгений IV, за да сключи уния между Източната и Западната църква, която е ратифицирана на събора във Флоренция през 1439 година. Императорът е придружаван от патриарх Йосиф II и Плетон, неоплатонически философи, които са влиятелни сред учените в Италия, сред които се заражда западноевропейския Ренесанс. Църковната уния е мотивирана с нуждата да се спечелят съюзници сред католическите владетели, но е крайно непопулярна сред византийския народ и предизвиква силна опозиция, която повлиява на изхода от османско-византийските войни и способства за превземането на Константинопол.
В резултат от споразуменията папата призовава католическите владетели на нов кръстоносен поход в помощ на Константинопол. През 1443 – 1444 година папската държава, Венеция и Бургундия изграждат голям флот, който действа срещу османците в Егейско море и заема Проливите (Дарданели). В същото време започва голям поход на католическите сили срещу османската държава. Под главното командване на трансилванския войвода Янош Хуняди и полско-унгарския крал Владислав III, кръстоносната армия прекосява Дунава и настъпва успешно в България с подкрепата на сръбски и влашки военни части, но търпи разгром срещу турците в решаващата Битка при Варна през 1444 година. Това поражение слага край на надеждите за спасение – след по-малко от десетилетие Византийската империя е ликвидирана напълно.
Йоан VIII избира за свой наследник брат си Константин, който е регент на града през 1437 – 1439 година, и успява да прокара решението си въпреки машинациите на по-малкия им брат Димитрий и майка им Елена Драгаш. Така след смъртта на Йоан VIII през 1448 г. Константин става последният император на Византия.

## Бракове
- Първи брак: през 1414 г. за Анна, дъщеря на великия княз на Москва Василий I (1389 – 1425)

- Втори брак: през 1421 г. за София Монфератска

- Трети брак: през 1427 г. за Мария Велика Комнина, дъщеря на императора на Трапезундската империя Алексий IV Велики Комнин

Няма деца от браковете си.

## Изображения
Йоан VIII Палеолог, който прекарва години от управлението си в Италия, е изобразен в няколко картини на ранните ренесансови художници.
- Йоан VIII Палеолог, изобразен като един от тримата влъхви, фреска на Беноцо Гоцоли
- Йоан VIII като Пилат Понтийски (седналата фигура вляво) в Бичуването на Христос от Пиеро дела Франческа